# Körmendy Kálmán
Körmendy Kálmán (Budapest, 1886. május 28. – Budapest, 1920. június 27.) magyar színész.

## Élete és pályafutása
Apja Körmendy Antal (1853–1910), anyja Wirth Katalin. Rákosi Szidi színésziskoláját végezte, majd 1905-ben Szabadkán kezdte pályáját. 1906–08-ban Nagyváradon lépett fel, innen 1909-ben Kolozsvárra hívták meg a Nemzeti Színházhoz, azután 1911 szeptemberében a Vígszínház igazgatósága szerződtette. Egy év után visszatért Kolozsvárra. Működött még 1913–1918 között Szegeden, Almássy Endre társulatánál. 1917-től az Andrássy úti Színház, 1918 őszétől a Belvárosi Színház tagja, amelynek egyik számottevő művésze volt. Az ötvenéves férfi c. vígjátékban szép sikert ért el. 34 éves korában hunyt el, 1920. június 30-án helyezték örök nyugalomra a Kerepesi úti temetőben.

## Házassága és leszármazottjai
Körmendy Kálmán 1914. július 29-én Gyulán, feleségül vette az ősrégi dobsinai polgári Gömöry családból való Gömöry Vilma (Hatvan, 1885. szeptember 17. – Budapest, 1962. augusztus 1.) magyar színésznő kisasszonyt,  akinek a szülei Gömöry József (1852–1908), vonatkísérő, és Politzer Mária Jozefina (1848–1932) voltak. Apai nagyszülei Gömöry Simon (1813–1879), dobsinai vasgyári tiszt, és Eltscher Zsuzsanna (1817–1887), dobsinai lakosok voltak. Gömöry Vilma fivére, vitéz Gömöry Árpád (1882–1943), magyar királyi tábornok (vezérőrnagy), az Osztrák Császári Vaskorona-rend lovagja, Borsod-Gömör vármegye-, majd Északpest vármegye testnevelési felügyelője, a "Dobsinai Társaskör" tagja volt. A Gömöry családnak az ősei 1326 óta űzték a bányászatot szabad polgárokként Dobsinán; a család legkorábbi ismert említése 1651-ből való és több száz éven át dobsinai városbírák is voltak; Rákóczi Ferencnek gyártottak fegyvereket a dobsinai bányászokkal és kohászokkal együtt. Körmendy Kálmán és Gömöry Vilma közös gyermeke Körmendy László, a Magyar Rádió bemondójaként lett ismert.

## Fontosabb színházi szerepei
- Ifj. Boglári László (Hajó Sándor: Az ötvenes férfi)
- Odüsszeusz (Euripidész: Küklopsz)
- Pyrgopolinices (Plautus: A hetvenkedő katona)
- Liliomfi (Szigligeti Ede: Liliomfi)
- Rott Péter (Schönherr Károly: Hit és haza)

## Filmes szerepei
- Méltóságos rab asszony (1916) ... Demeterné szeretője
- Fehér éjszakák (1916) ... A kormányzó fia
- A koldusgróf (1918)
- A Császár katonái (1918)
- Alraune (1919) ... Frank Braun
- Udvari levegő (1919)
- A kétarcú asszony (1920)
- A színésznő (1920)